# American Teen
American Teen é o álbum de estúdio de estreia do cantor americano Khalid. Seu lançamento ocorreu em 3 de março de 2017, através da Right Hand Music Group e RCA Records. O álbum tem suporte de três singles, "Location", "Young Dumb & Broke" e "Saved". Em outubro de 2017, o álbum recebeu a certificação de platina pela Recording Industry Association of America (RIAA), devido ao feito de 1 milhão de vendas puras e equivalentes.

## Singles
O single principal do álbum, "Location", foi lançado em 23 de agosto de 2016. A canção chegou à 16ª posição na Billboard Hot 100 dos Estados Unidos. O videoclipe de "Location" foi lançado em 26 de setembro de 2016. Em 13 de junho de 2017, "Young Dumb & Broke", segundo single do álbum, foi enviado como rhythmic contemporary às rádios. Em 12 de dezembro de 2017, foi lançado o terceiro single do álbum, "Saved".

## Desempenho comercial
| Críticas profissionais | Críticas profissionais |
| Avaliações da crítica  | Avaliações da crítica  |
| Fonte                  | Avaliação              |
| ---------------------- | ---------------------- |
| AllMusic               | [ 10 ]                 |
| Exclaim!               | 8/10                   |
| Newsday                | B+                     |
| Vice                   | A                      |

American Teen debutou na nona posição da Billboard 200, com 37.000 cópias equivalentes, sendo 12.000 puras. Em agosto de 2017, subiu para a quarta posição. Em 24 de outubro de 2017, o álbum recebeu a certificação de platina pela Recording Industry Association of America (RIAA), devido às vendas combinadas de 1 milhão de cópias. Até o fim de 2017, American Teen havia acumulado 1.200.000 cópias equivalentes nos Estados Unidos, sendo 147.000 puras.

## Lista de faixas
Notas
- "8teen" é estilizada como "8TEEN".
- ↑[a]  significa produtor adicional.

## Posições
| Tabela musical (2017–18)                      | Melhor posição |
| --------------------------------------------- | -------------- |
| Austrália (ARIA)                              | 13             |
| Austrália (ARIA Urban Albums)                 | 3              |
| Bélgica (Ultratop de Flandres)                | 83             |
| Bélgica (Ultratop de Valônia)                 | 199            |
| Canadá (Canadian Albums Chart)                | 7              |
| Dinamarca (Hitlisten)                         | 2              |
| Países Baixos (MegaCharts)                    | 26             |
| Finlândia (Suomen virallinen lista)           | 49             |
| França (SNEP)                                 | 177            |
| Irlanda (IRMA)                                | 95             |
| Nova Zelândia (RMNZ)                          | 5              |
| Noruega (VG-lista)                            | 7              |
| Suécia (Sverigetopplistan)                    | 15             |
| Reino Unido (Official Charts Company)         | 44             |
| Estados Unidos (Billboard 200)                | 4              |
| Estados Unidos (Billboard R&B/Hip-Hop Albums) | 3              |

| Tabela musical (2017)            | Melhor posição |
| -------------------------------- | -------------- |
| Austrália (ARIA)                 | 40             |
| Canadá (Official Charts Company) | 21             |
| Dinamarca (Hitlisten)            | 16             |
| Países Baixos (MegaCharts)       | 83             |
| Nova Zelândia (RMNZ)             | 20             |
| Suécia (Sverigettoplistan)       | 57             |
| Estados Unidos (Billboard 200)   | 14             |

## Certificações
| País (Empresa)                | Certificação | Vendas    |
| ----------------------------- | ------------ | --------- |
| Canadá (Music Canada)         | Platina      | 80.000    |
| Dinamarca (IFPI da Dinamarca) | Platina      | 20.000    |
| Reino Unido (BPI)             | Prata        | 60.000    |
| Estados Unidos (RIAA)         | Platina      | 1.000.000 |